# 沙丁胺醇
沙丁胺醇（Salbutamol），常見商品名泛得林（Ventolin），為一種用於擴張肺部大型及中型氣管的藥物。本品可用於治療氣喘相關病症，例如氣喘急性發作、運動誘發性支氣管收縮，以及慢性阻塞性肺病（COPD）。本品亦可用於治療高血鉀。沙丁胺醇常配合定量吸入器或霧化器使用，但亦可製成藥錠或靜脈注射。吸入劑型約15分鐘內即可見效，效用可持續2至6小時。
常見副作用包含搖晃、頭痛、心跳过速、暈眩，以及焦慮等等。嚴重副作用則包含惡化支氣管痙攣、心律不整，以及低血鉀。妊娠和哺乳期間可以用藥，但其安全性尚未完全明瞭。本品屬於速效型β2肾上腺素受体激动药，可促進平滑肌舒張。
沙丁胺醇最早於1967年於英國發現，並於1969年上市。1982年美國核准用於醫藥。本品列名於世界卫生组织基本药物标准清单。為基礎公衛體系必備藥物之一。本品為通用名药物。2014年，每瓶含有200劑量的吸入器於发展中国家的價格約介於1.12至2.64美金之間。在美國，每月劑量約界於25至50美金之間。

## 外部連結
- U.S. National Library of Medicine: Drug Information Portal – Albuterol （页面存档备份，存于）
- Salbutamol （页面存档备份，存于） at The Periodic Table of Videos（英语：The Periodic Table of Videos）